# Sackville Tufton (8e comte de Thanet)
Pour les articles homonymes, voir Tufton.
Sackville Tufton, 8e comte de Thanet (1733-1786) est un noble anglais.

## Biographie
Il est le deuxième fils de Sackville Tufton (7e comte de Thanet). Il fait ses études à la Westminster School. Il est haut shérif héréditaire de Westmorland de 1753 à 1786.
Tufton épouse Mary, fille de John Philip Sackville, en 1767. Ils ont cinq fils et deux filles :
- Elisabeth (morte en 1768)
- Sackville Tufton (9e comte de Thanet)
- Charles Tufton, 10e comte de Thanet
- Caroline (née en 1771), épouse de Joseph Foster Barham (en)
- John Tufton (cricket), un joueur de cricket réputé
- Henry Tufton (11e comte de Thanet)
- Edward William (1777-1786), décédé par noyade.